# Clark Graebner
Clark Graebner (* 4. November 1943 in Cleveland, Ohio) ist ein ehemaliger US-amerikanischer Tennisspieler.

## Karriere
Clark Graebner konnte bereits in seiner Jugend zahlreiche Erfolge bei Jugendturnieren feiern, darunter den Gewinn des nationalen Jugendtitels in den USA. 1961 entschied er das Juniorenturnier von Wimbledon für sich, indem er im Finale den Österreicher Ernst Blanke besiegte.
Noch vor der Open Era nahm Graebner an internationalen Turnieren teil. Bei den internationalen französischen Meisterschaften, die später als French Open ausgetragen wurden, gewann er 1966 den Doppeltitel. Gemeinsam mit seinem Partner Dennis Ralston besiegte er im Finale das rumänische Duo Ilie Năstase und Ion Țiriac. Drei Monate später unterlagen sie im Finale der U.S. National Championships den Australiern Roy Emerson und Fred Stolle in drei Sätzen. Im Mixed-Doppel erreichte Graebner einmal ein Grand-Slam-Finale: Bei den internationalen französischen Meisterschaften 1966 stand er zusammen mit der Britin Ann Haydon-Jones im Endspiel. Nach einem gewonnenen ersten Satz unterlagen sie dem südafrikanischen Duo Annette van Zyl und Frew McMillan in drei Sätzen.
Mit Beginn der Open Era setzte Graebner seine erfolgreiche Karriere fort. 1968 erreichte er sechs Einzelfinals, von denen er vier gewinnen konnte. Zudem stand er in sieben Halbfinalpartien, darunter bei den Wimbledon Championships und den US Open. Im Doppel erreichte er zwischen 1971 und 1974 mit verschiedenen Partnern weitere Finalteilnahmen und Siege. Da die Tennisweltrangliste im Einzel erst 1973 und im Doppel 1976 eingeführt wurde, spiegelt sein erreichtes Karrierehoch seine Erfolge nicht angemessen wider.
Von 1963 bis 1970 war Graebner Teil der Davis-Cup-Mannschaft der Vereinigten Staaten. In 20 Matches aus elf Begegnungen gewann er 16 Spiele. Sein größter Erfolg war der Sieg des Davis Cup 1968, bei dem er im Finale gegen Australien antrat und seine beiden Einzelpartien gegen Bill Bowrey und Ray Ruffels gewann.

## Privates
Clark Graebners Vater, ein ehemaliger Highschool-Tennisspieler und Ohio-Meister, wurde später Zahnarzt und war Clarks Trainer.
1964 heiratete Clark Graebner die Tennisspielerin Carole Caldwell Graebner, die selbst Grand-Slam-Titel gewinnen konnte. Die Ehe wurde später geschieden. Gemeinsam hatten sie eine Tochter, einen Sohn und vier Enkel.

## Erfolge
| Legende                  |
| Grand Slam (1)           |
| Saisonendveranstaltungen |
| Open-Era-Turniere (23)   |

| Titel nach Belag |
| Hartplatz (5)    |
| Rasen (6)        |
| Sand (5)         |
| Teppich (7)      |

### Einzel

#### Turniersiege
| Nr. | Jahr             | Turnier        | Belag         | Finalgegner             | Ergebnis                |
| --- | ---------------- | -------------- | ------------- | ----------------------- | ----------------------- |
| 1.  | 2. Juni 1968     | Sacramento (1) | Hartplatz     | Stan Smith              | 10:8, 6:4, 6:2          |
| 2.  | 21. Juli 1968    | Milwaukee      | Hartplatz     | Stan Smith              | 6:3, 7:5, 6:0           |
| 3.  | 2. Februar 1969  | Richmond       | Teppich (i)   | Thomaz Koch             | 6:3, 10:12, 9:7         |
| 4.  | 9. Februar 1969  | Buffalo        | Hartplatz (i) | Mark Cox                | 2:6, 9:7, 8:6           |
| 5.  | 1. Juni 1969     | Sacramento (2) | Hartplatz     | Erik van Dillen         | 6:4, 3:6, 4:6, 6:0, 7:5 |
| 6.  | 7. Juni 1969     | Manchester     | Rasen         | Graham Stillwell        | 9:7, 3:6, 6:4           |
| 7.  | 10. August 1969  | Southampton    | Rasen         | Bob Lutz                | 6:2, 6:2, 6:4           |
| 8.  | 26. April 1970   | Houston        | Sand          | Cliff Richey            | 2:6, 6:3, 5:7, 6:3, 6:2 |
| 9.  | 13. Juni 1970    | Beckenham      | Rasen         | Bob Maud                | 6:4, 10:8               |
| 10. | 21. Februar 1971 | Salisbury      | Teppich (i)   | Cliff Richey            | 2:6, 7:6, 1:6, 7:6, 6:0 |
| 11. | 22. August 1971  | Haverford      | Rasen         | Dick Stockton           | 6:4, 6:4, 6:7, 7:5      |
| 12. | 29. August 1971  | South Orange   | Rasen         | Pierre Barthes          | 6:3, 6:4, 6:4           |
| 13. | 4. Februar 1973  | Des Moines     | Teppich (i)   | Nicholas Kalogeropoulos | 7:5, 4:6, 6:4           |

#### Finalteilnahmen
| Nr. | Jahr               | Turnier                     | Belag         | Finalgegner       | Ergebnis                |
| --- | ------------------ | --------------------------- | ------------- | ----------------- | ----------------------- |
| 1.  | 10. September 1967 | U.S. National Championships | Rasen         | John Newcombe     | 4:6, 4:6, 6:8           |
| 2.  | 18. Februar 1968   | Salisbury                   | Hartplatz (i) | Cliff Richey      | 4:6, 4:6, 4:6           |
| 3.  | 15. Juni 1968      | Bristol                     | Rasen         | Arthur Ashe       | 4:6, 3:6                |
| 4.  | 22. Juni 1968      | Queen’s Club                | Rasen         | Tom Okker         | geteilter Titel         |
| 5.  | 4. August 1968     | South Orange (1)            | Rasen         | Charlie Pasarell  | 6:4, 6:3, 2:6, 3:6, 4:6 |
| 6.  | 3. August 1969     | South Orange (2)            | Rasen         | Stan Smith        | 1:6, 4:6, 4:6           |
| 7.  | 3. Mai 1970        | Kansas City                 | Hartplatz     | Arthur Ashe       | 6:7, 1:6                |
| 8.  | 14. Februar 1971   | New York City               | Teppich (i)   | Željko Franulović | 2:6, 7:5, 4:6, 5:7      |
| 9.  | 7. März 1971       | Hampton                     | Teppich (i)   | Ilie Năstase      | 5:7, 4:6, 6:7           |
| 10. | 18. April 1971     | Jacksonville (1)            | Sand          | Tom Edlefsen      | 5:7, 6:4, 3:6           |
| 11. | 25. April 1971     | Houston                     | Sand          | Cliff Richey      | 1:6, 2:6, 2:6           |
| 12. | 10. Juli 1971      | Dublin                      | Rasen         | Cliff Drysdale    | 8:10, 3:6               |
| 13. | 17. Dezember 1971  | Kingston (1)                | Hartplatz (i) | Pancho Gonzales   | 4:6, 6:4, 3:6           |
| 14. | 16. Januar 1972    | Jacksonville (1)            | Hartplatz (i) | Jimmy Connors     | 5:7, 4:6                |
| 15. | 22. Januar 1972    | London                      | Teppich (i)   | Cliff Richey      | 5:7, 7:6, 5:7, 0:6      |
| 16. | 17. Dezember 1972  | Kingston (1)                | Hartplatz (i) | Pancho Gonzales   | 3:6, 4:6                |
| 17. | 10. März 1973      | Paramus                     | Hartplatz (i) | Jimmy Connors     | 1:6, 2:6                |
| 18. | 18. März 1973      | Charleston                  | Teppich (i)   | Jürgen Faßbender  | 6:4, 1:6, 5:7           |
| 19. | 3. Februar 1974    | Baltimore                   | Teppich (i)   | Sandy Mayer       | 2:6, 1:6                |

### Doppel

#### Turniersiege

##### ATP Tour
| Nr. | Jahr             | Turnier          | Belag       | Doppelpartner    | Finalgegner                   | Ergebnis      |
| --- | ---------------- | ---------------- | ----------- | ---------------- | ----------------------------- | ------------- |
| 1.  | 5. Juni 1966     | French Open      | Sand        | Dennis Ralston   | Ilie Năstase Ion Țiriac       | 6:3, 6:3, 6:0 |
| 2.  | 27. Juli 1969    | Indianapolis (1) | Sand        | Bill Bowrey      | Dick Crealy Allan Stone       | 6:4, 4:6, 6:4 |
| 3.  | 2. August 1970   | Indianapolis (2) | Sand        | Arthur Ashe      | Ilie Năstase Ion Țiriac       | 2:6, 6:4, 6:4 |
| 4.  | 1. März 1971     | Macon            | Teppich (i) | Thomaz Koch      | Željko Franulović Jan Kodeš   | 6:3, 7:6      |
| 5.  | 22. August 1971  | Haverford        | Rasen       | Jim Osborne      | Robert McKinley Dick Stockton | 7:6, 6:3      |
| 6.  | 7. Januar 1973   | Baltimore        | Teppich (i) | Jimmy Connors    | Paul Gerken Sandy Mayer       | 6:3, 7:6      |
| 7.  | 24. Februar 1973 | Salisbury        | Teppich (i) | Ilie Năstase     | Jürgen Faßbender Juan Gisbert | 2:6, 6:4, 6:3 |
| 8.  | 5. März 1973     | Hampton          | Teppich (i) | Ilie Năstase     | Jimmy Connors Ion Țiriac      | 6:2, 6:1      |
| 9.  | 3. März 1974     | Carlsbad         | Hartplatz   | Charlie Pasarell | Roy Emerson Dennis Ralston    | 6:4, 6:7, 7:5 |
| 10. | 23. Februar 1975 | Boca Raton (1)   | Sand        | Juan Gisbert     | Jürgen Faßbender Ion Țiriac   | 6:2, 6:1      |
| 11. | 8. Februar 1976  | Boca Raton (2)   | Sand        | Vitas Gerulaitis | Bruce Manson Butch Walts      | 6:2, 6:4      |

#### Finalteilnahmen
| Nr. | Jahr               | Turnier        | Belag       | Doppelpartner    | Finalgegner                  | Ergebnis      |
| --- | ------------------ | -------------- | ----------- | ---------------- | ---------------------------- | ------------- |
| 1.  | 11. September 1966 | US Open        | Rasen       | Dennis Ralston   | Roy Emerson Fred Stolle      | 4:6, 4:6, 4:6 |
| 2.  | 21. Februar 1971   | Salisbury      | Teppich (i) | Thomaz Koch      | Juan Gisbert Manuel Orantes  | 3:6, 6:4, 6:7 |
| 3.  | 2. März 1971       | Hampton        | Teppich (i) | Thomaz Koch      | Ilie Năstase Ion Țiriac      | 4:6, 6:4, 5:7 |
| 4.  | 15. August 1971    | Indianapolis   | Sand        | Erik van Dillen  | Željko Franulović Jan Kodeš  | 6:7, 7:5, 3:6 |
| 5.  | 29. August 1971    | South Orange   | Rasen       | Erik van Dillen  | Bob Carmichael Tom Leonard   | 4:6, 6:4, 4:6 |
| 6.  | 26. September 1971 | Los Angeles    | Hartplatz   | Frank Froehling  | John Alexander Phil Dent     | 6:7, 4:6      |
| 7.  | 12. März 1972      | Washington     | Teppich (i) | Thomaz Koch      | Tom Edlefsen Cliff Richey    | 4:6, 3:6      |
| 8.  | 17. Juni 1972      | Bristol        | Rasen       | Lew Hoad         | Bob Hewitt Frew McMillan     | 3:6, 2:6      |
| 9.  | 20. Januar 1973    | Birmingham     | Teppich (i) | Ion Țiriac       | Pat Cramer Jürgen Faßbender  | 4:6, 5:7      |
| 10. | 5. August 1973     | Louisville     | Sand        | John Newcombe    | Manuel Orantes Ion Țiriac    | 6:0, 4:6, 3:6 |
| 11. | 3. Februar 1974    | Baltimore      | Teppich (i) | Owen Davidson    | Jürgen Faßbender Karl Meiler | 6:7, 5:7      |
| 12. | 10. Februar 1974   | St. Petersburg | Teppich (i) | Charlie Pasarell | Owen Davidson John Newcombe  | 6:4, 3:6, 4:6 |

### Mixed

#### Finalteilnahmen
| Nr. | Jahr         | Turnier     | Belag | Doppelpartnerin  | Finalgegner                   | Ergebnis      |
| --- | ------------ | ----------- | ----- | ---------------- | ----------------------------- | ------------- |
| 1.  | 5. Juni 1966 | French Open | Sand  | Ann Haydon-Jones | Frew McMillan Annette van Zyl | 6:1, 3:6, 2:6 |